# Belinski (film)
Pour plus de détails, voir Fiche technique et Distribution.
Belinski (Белинский, Belinskiy) est un film soviétique réalisé par Grigori Kozintsev, sorti en 1951,.

## Synopsis
La vie et l’œuvre de Vissarion Grigorievich Belinsky qui fut tour à tour critique littéraire, publiciste, philosophe matérialiste et démocrate révolutionnaire de nationalité russe dans la Russie Tsariste de la première moitié du 19e siècle.

## Fiche technique
- Photographie : Anreï Moskvin, Sergeï Ivanov, Mark Magidson
- Musique : Evgeni Eneï
- Décors : Evgeniï Eneï
- Montage : Evgeniia Makhankova

## Distribution
- Sergei Kurilov : Vissarion Belinski
- Alexandre Borissov : Alexandre Herzen
- Gueorgui Vitsine : Nicolas Gogol
- Yuri Lyubimov : Frolov
- Youri Toloubeïev : Mikhail Shchepkin
- Vladimir Chestnokov : Nikolaï Nekrassov
- Mikhaïl Nazvanov : Nicolas Ier
- Igor Gorbachyov : étudiant
- Arkadi Trusov : sergent
- Nikolaï Simonov : propriétaire
- Olga Arosseva : actrice
- Nikolaï Trofimov : typographe
- Bruno Freindlich : professeur Shcheplovidov